# Ruslan Murašov
Ruslan Nikolajevič Murašov (rusky Руслан Николаевич Мурашов; * 29. prosince 1992 Voskresensk) je ruský rychlobruslař.
V roce 2011 poprvé startoval ve Světovém poháru juniorů, v dalších letech až na malé množství výjimek (několik startů v juniorském SP, účast na Zimní univerziádě 2013) startoval pouze v ruských závodech. Na velkých mezinárodních akcích se premiérově objevil na podzim 2014, kdy se začal pravidelně účastnit Světového poháru. V téže sezóně debutoval i na Mistrovství světa na jednotlivých tratích (6. místo v závodě na 500 m) a na MS ve sprintu (23. místo). O rok později si ze světového šampionátu přivezl stříbrnou medaili z distance 500 m. Na MS 2017 získal na této trati bronz. Na Mistrovství Evropy 2018 vyhrál závod v týmovém sprintu. Z Mistrovství světa na jednotlivých tratích 2019 si přivezl zlato ze závodu na 500 m a bronz z týmového sprintu. Na ME 2020 získal zlatou medaili v týmovém sprintu a bronz v závodě na 500 m. Z Mistrovství světa na jednotlivých tratích 2020 si přivezl stříbrnou medaili ze závodu na 500 m. Startoval na ZOH 2022 (500 m – 10. místo).